# Львівська вулиця (Житомир)
Львівська вулиця — вулиця у Богунському районі міста Житомира. 

## Характеристики
Розташована у центральній частині міста, в Старому місті. Бере початок від Покровської вулиці, прямує на північний схід та завершується перехрестям з вулицею Небесної Сотні.  
Забудова вулиці змішана. Представлена багатоквартирними будинками від п'яти до дев'яти поверхів (1960 —1980-х рр.) та одно-, двоповерховими житловими будинками й нежитловими будівлями (до 1917 року побудови).  

## Історичні відомості

#### Історія назви
Перша назва вулиці — Мала Петербурзька. У 1914 році Мала Петербурзька вулиця перейменована на Львівську вулицю. З 1929 по 1993 рік мала назву Комуністична вулиця. За часів німецької окупації тимчасово називалася Віденською вулицею. У 1993 році Комуністичній вулиці повернули її історичну назву — Львівська вулиця.

#### Історія формування вулиці
Вулиця виникла у другій половині ХІХ століття внаслідок реалізації генеральних планів міста, якими передбачалася радіально-відцентрова система планування міста, утворена рядами радіальних та поперечних вулиць. У 1852 році вулиця запроєктована від існуючої тоді Покровської вулиці до проєктної вулиці, що нині має назву Небесної Сотні переважно на вільних від забудови землеволодіннях.
Траса вулиці та її історична забудова формувалися упродовж другої половини ХІХ століття. З кінця ХІХ століття до початку 1970-х років була довшою та сягала Хлібної вулиці. У 1972 — 1973 рр. внаслідок будівництва дев'ятиповерхового житлового будинку (нині  №30 по вул. Небесної Сотні) та п'ятиповерхового житлового будинку № 25 по Хлібній вулиці, вулиця стала коротшою на квартал.     
У 1960-х роках розпочалася забудова вулиці п'ятиповерховими житловими будинками. У 1977 році вулицею почав курсувати тролейбус.